# Суперлига Словачке у фудбалу
Суперлига Словачке у фудбалу, тренутно позната као Фортуна лига по спонзору, је највиши ранг фудбалских такмичења у Словачкој. Лига је основана 1993. након распада Чехословачке.

## Систем такмичења
Лигу чини 12 клубова који играју трокружни систем од 33 утакмице. Прва два круга се играју двоструко (код куће и у гостима) и чине 22 утакмице, док се у трећем кругу игра једноструко где се домаћини утакмица одређују након другог круга. Шампион наредне сезоне игра у квалификацијама за Лигу шампиона, док другопласирани и трећепласирани играју у квалификацијама за Лигу Европе. У случају да финалисти словачког купа обезбеде играње у европским такмичења на крају првенства, четвртопласирани у лиги такође учествује у квалификацијама за Лигу Европе. Последњепласирана екипа испада у Другу лигу.

## Клубови у сезони 2021/22.
- Дунајска Стреда
- Похроније
- Ружомберок
- Сењица
- Сеређ
- Слован Братислава
- Спартак Трнава
- Татран Липтовски Микулаш
- Тренчин
- Земплин Михаловце
- Вион Злате Моравце
- Жилина

## Успешност по клубовима
| Клуб                 | Шампиони | Вицешампиони | Сезона освајања |
| -------------------- | -------- | ------------ | --- |
| Слован Братислава    | 15       | 5            | 1993/94, 1994/95, 1995/96, 1998/99, 2008/09, 2010/11, 2012/13, 2013/14, 2018/19, 2019/20, 2020/21, 2021/22, 2022/23, 2023/24, 2024/25. |
| Жилина               | 7        | 5            | 2001/02, 2002/03, 2003/04, 2006/07, 2009/10, 2011/12, 2016/17.                                                                         |
| Кошице               | 2        | 3            | 1996/97, 1997/98. |
| Артмедија Братислава | 2        | 3            | 2004/05, 2007/08. |
| Интер Братислава     | 2        | 2            | 1999/00, 2000/01. |
| Тренчин              | 2        | 1            | 2014/15, 2015/16. |
| Спартак Трнава       | 1        | 3            | 2017/18. |
| Ружомберок           | 1        | 1            | 2005/06. |
| Дунајска Стреда      | 0        | 4            | |
| Сеница               | 0        | 2            | |
| Матадор Пухов        | 0        | 1            | |
| Дукља                | 0        | 1            | |